# خان‌محمدلی، زرداب
خان‌محمدلی (به لاتین: Xanməmmədli) یک منطقه مسکونی در جمهوری آذربایجان است که در شهرستان زرداب واقع شده است. خان‌محمدلی ۴۶۵ نفر جمعیت دارد.